# Alexander Siddig
Alexander Siddig (arab. ألكسندر صدّيق; właściwie Siddig El Tahir El Fadil El Siddig El Abderahman El Mohammed Ahmed El Abdel Karim El Mahdi, ur. 21 listopada 1965 w Sudanie) – brytyjski aktor, urodzony w Sudanie i wychowany w Anglii. Jego matką była siostra Malcolma McDowella.
Popularność zdobył jako oficer medyczny dr Julian Bashir w serialu Star Trek: Stacja kosmiczna (Star Trek: Deep Space Nine, 1993), był reżyserem dwóch odcinków z 1993 – „Business as Usual” i „Profit and Lace”. W 1997 roku ożenił się z aktorką Naną Visitor, z którą pracował na planie serialu. Małżeństwo rozpadło się w 2001.

## Filmografia

### Filmy
- 1987: Sammy and Rosie Get Laid jako mężczyzna organizujący przyjęcia
- 1990: Niebezpieczny człowiek – Lawrence po Arabii (A Dangerous Man: Lawrence After Arabia) jako Feisal
- 1993: Star Trek: Stacja Kosmiczna (Star Trek: Deep space 9, TV) jako dr Julian Bashir
- 2000: Granice wytrzymałości (Vertical Limit) jako Kareem
- 2002: Władcy ognia (Reign of Fire) jako Ajay
- 2003: Spooks jako Ibhn Khaldun
- 2004: Hamburska komórka (The Hamburg Cell, TV) jako Khalid Sheikh Mohammed
- 2005: Poirot: Cards on the Table jako pan Shaitana
- 2005: Syriana (2005) jako książę Nasir Al-Subaai
- 2005: Królestwo niebieskie (Kingdom of Heaven) jako Imad
- 2006: Hannibal – Rome’s Worst Nightmare (TV) jako Hannibal
- 2006: Narodzenie (The N ativity Story) jako Archanioł Gabriel
- 2006: Ostatni legion (The Last Legion) jako Theodorus Andronikus
- 2008: Doomsday jako Hatcher
- 2010: 4.3.2.1 jako Robert
- 2012: Starcie tytanów (Clash of the Titans) jako Hermes
- 2013: Piąta władza (The Fifth Estate) jako dr Tarek Haliseh

### Seriale TV
- 1993–1999: Star Trek: Stacja kosmiczna (Star Trek: Deep Space Nine, TV) jako dr Julian Bashir
- 2007: 24 godziny (24, TV) jako Hamri Al-Assad
- 2008: Przygody Merlina (Merlin) jako Kanan
- 2013–2014: Demony da Vinci (Da Vinci Demons) jako Al-Rahim
- 2015: Tutanchamon (Tut) jako Amun
- 2015–2016: Gra o tron jako Doran Martell
- 2016: Peaky Blinders jako Ruben Oliver
- 2017–2018: Gotham jako Ra’s al Ghul
- 2019: The Spy jako Suidani
- 2019: Tajny układ (Deep State) jako Issouf Al Moctar
- 2022: Shantaram jako Abdel Khader Khan